# Lenningsen

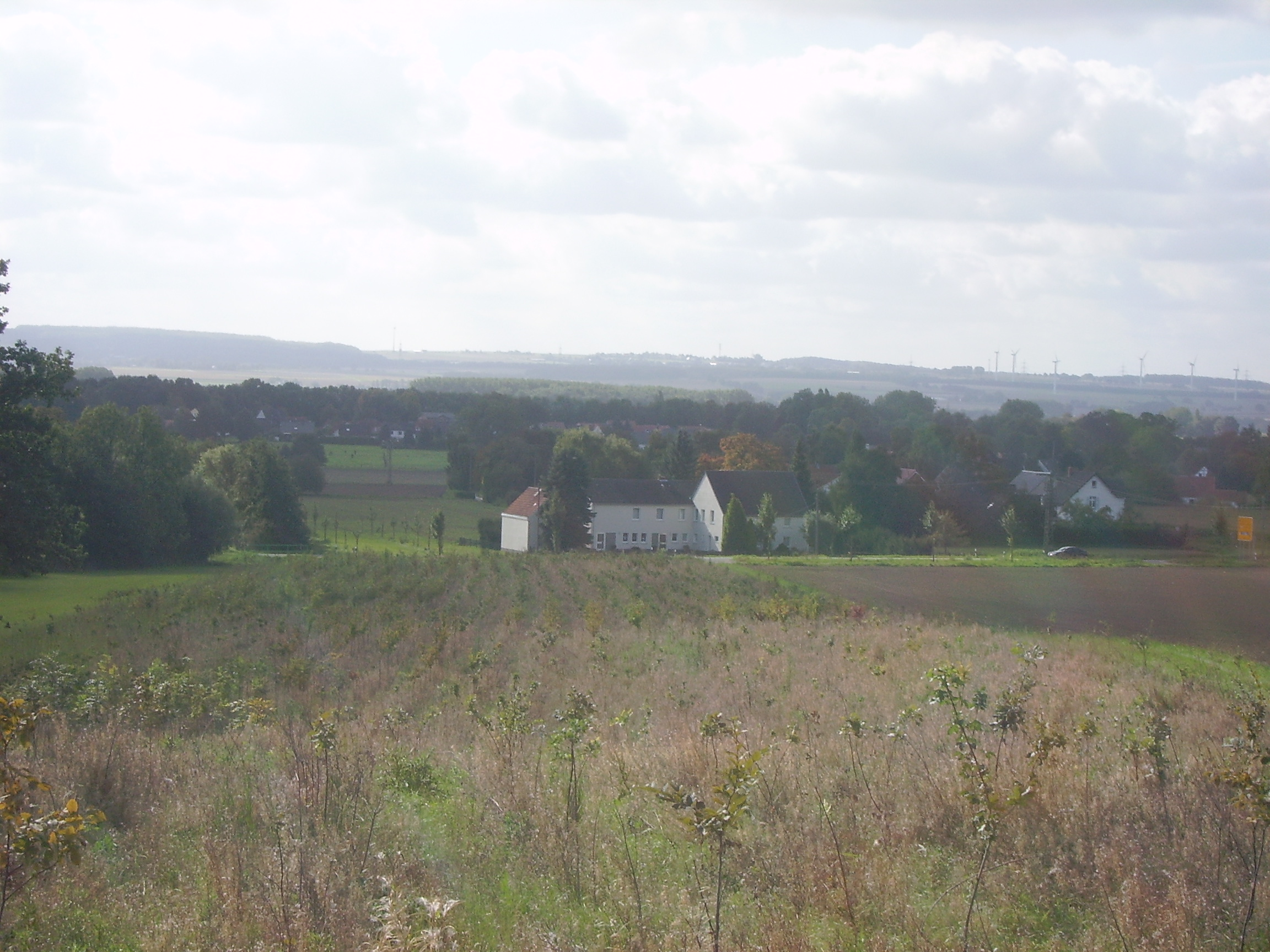
Blick über Lenningsen

Lenningsen ist ein Ortsteil im südlichen Gebiet der Gemeinde Bönen und gehört zum Kreis Unna in Nordrhein-Westfalen.

## Geschichte

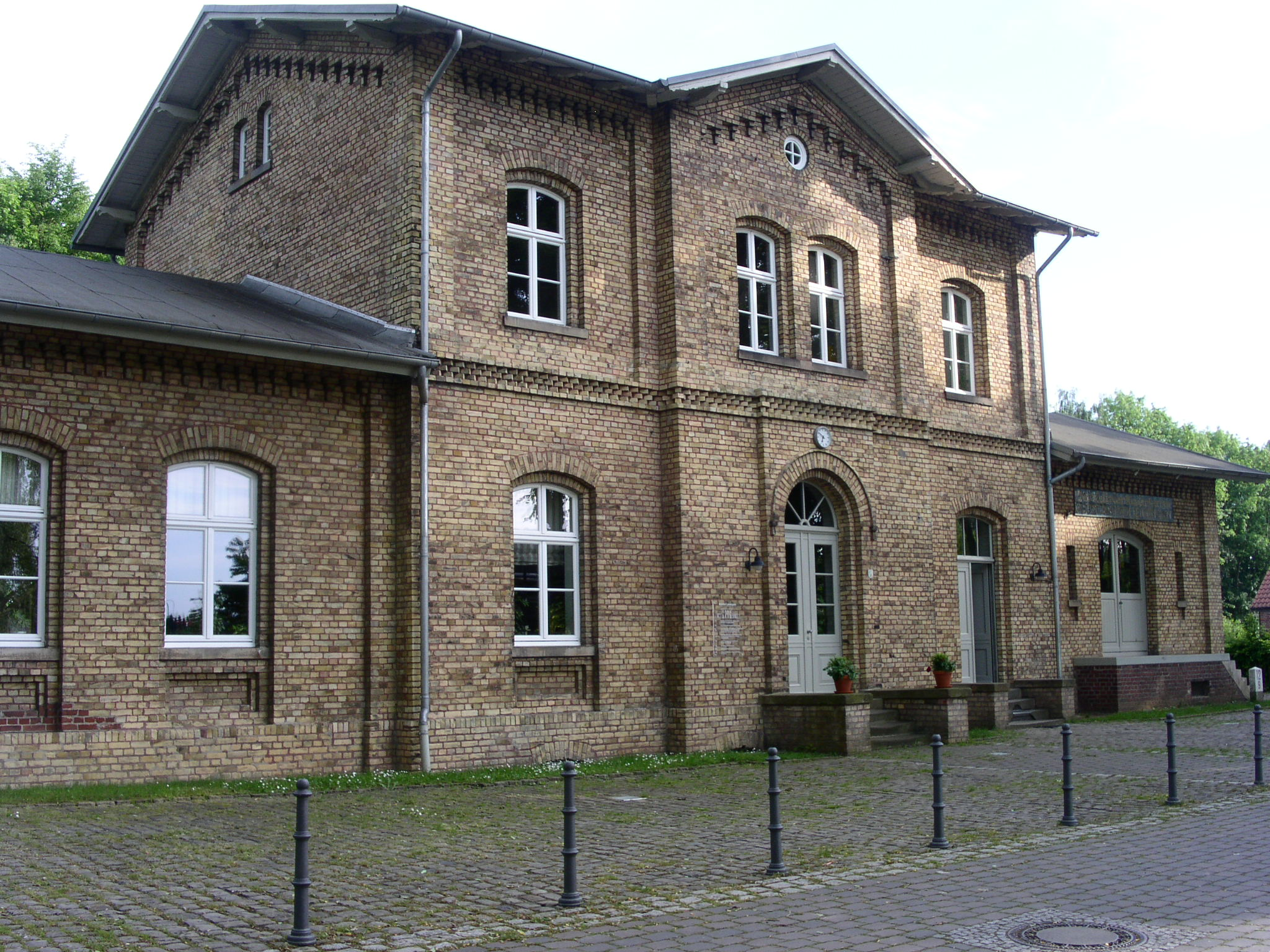
Bahnhofsgebäude Lenningsen 2005

Die erste urkundliche Erwähnung über Ansiedlungen im Raum Lenningsen ist aus dem Jahr 1486. Im Schatzbuch der Grafschaft Mark werden Höfe genannt, die heute teilweise noch Bestand haben. 
Im Dreißigjährigen Krieg (1618–1648) wurde der Landstrich um Lenningsen geplündert und von der Pest heimgesucht. Ein Großteil der Bevölkerung starb an Krankheiten oder wurde getötet. Außer dem alten Rittergut Brüggen sind keine Gebäude aus dieser Zeit erhalten.
Die Ermelingschule war eine einzügige Grundschule, die zum 1. Juli 2015 geschlossen wurde. Sie war 1840 eingerichtet worden und die älteste Schule im Bönener Gemeindegebiet.
Am 1. Januar 1847 wurden die bisher selbstständigen Orte Bramey und Lenningsen zur neuen Gemeinde Bramey-Lenningsen zusammengeschlossen.
1876 hielt die Industrialisierung Einzug ins Dorf, und zwar in Form der Eisenbahnstrecke Dortmund – Welver – Soest, die durch den Ort verlief. 
1901 wurde der Bahnhof Lenningsen errichtet, der im Zweiten Weltkrieg mehrmals Ziel alliierter Bombenangriffe war, da auf dieser Strecke Züge mit Waffen, Munition und Truppen verkehrten. Der Bahnhof blieb unversehrt; jedoch wurden drei zivile Häuser vollkommen zerstört und mehrere andere beschädigt.
Stark eingeschränkt wurde der Betrieb des Bahnhofs auch durch englische Tiefflieger, welche immer wieder Züge angriffen, die zerstört auf der Bahnstrecke liegenblieben. Nach dem Krieg nahm man den Zugbetrieb wieder auf, zuerst nur für Flüchtlings- und alliierte Truppentransporte, ab 1946 auch für Personen. 
Der Bahnhof wurde 1962 stillgelegt. Am 25. Mai 1965 übernachtete die britische Königin Elisabeth II. auf ihrem Deutschlandbesuch in einem Sonderzug auf dem Lenningser Bahnhofsgelände. Sie stieg nicht aus, sondern winkte den versammelten Dorfbewohnern nur kurz aus dem Zugfenster zu. Danach verfiel der Bahnhof, bis 1996 der erste Kindergarten in Lenningsen im ehemaligen Bahnhofsgebäude eingerichtet wurde.
Am 1. Januar 1968 wurde die Gemeinde Bramey-Lenningsen, die am 20. September 1928 um den Gutsbezirk Brügge vergrößert worden war, durch das Gesetz zur Neugliederung des Landkreises Unna in die neu gebildete Gemeinde Bönen eingegliedert.
Um Lenningsen herum lässt sich sehr gut wandern oder Rad fahren, da auf der ehemaligen Bahnstrecke ein Rad- und Wanderweg angelegt wurde, der sich bis zur Kreisstadt Unna zieht. Diese Route ist auch Teil des Radfernwegs Rundkurs Ruhrgebiet.